# TOI-4860
TOI-4860 — одиночная звезда в созвездии Ворона на расстоянии приблизительно 264 световых лет (около 80,8 парсек) от Солнца. Видимая звёздная величина звезды — +16,47m.
Вокруг звезды обращается, как минимум, одна планета.

## Характеристики
TOI-4860 — красный карлик спектрального класса M3,5V, или M4,5. Масса — около 0,335 солнечной, радиус — около 0,348 солнечного. Эффективная температура — около 3390 K.

## Планетная система
В 2021 году группой астрономов проекта TESS было объявлено об открытии планеты TOI-4860 b.